# Kozlov (Havlíčkův Brod-i járás)
Kozlov község Csehországban, a Havlíčkův Brod-i járásban. Kozlov Hradec, Prosíčka (Havlíčkův Brod-i járás), Ledeč nad Sázavou és Číhošť településekkel határos. Lakosainak száma 237 fő (2024. január 1.).

## Népesség
A település lakosságának változását az alábbi diagram mutatja:
| Lakosok száma | 419  | 430  | 406  | 273  | 206  | 139  | 233  | 228  | 225  | 237  |
|               | 1869 | 1890 | 1921 | 1950 | 1980 | 2001 | 2017 | 2019 | 2022 | 2024 |